# Acht Mädels im Boot (1959)
Acht Mädels im Boot ist ein 1957 gedrehter, niederländisch-deutscher Spielfilm von Alfred Bittins mit Gisela Fritsch in der Hauptrolle der Jenny. 

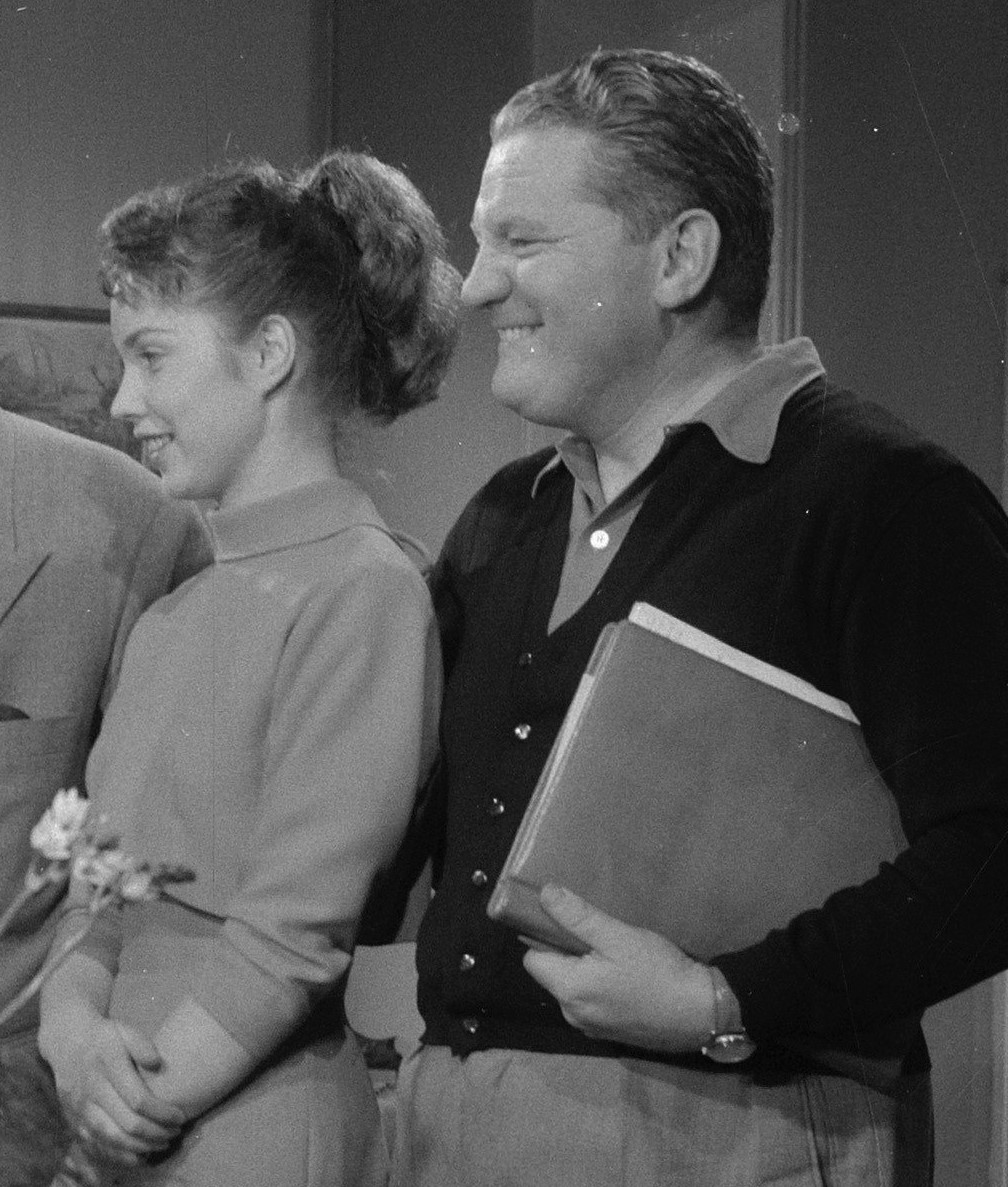
Hauptdarstellerin Gisela Fritsch und Regisseur Alfred Bittins im Entstehungsjahr des Films 1957

## Handlung
Jenny ist ein achtzehnjähriges Mädchen und begeisterte Ruderin, die in einem Achter an Wettkämpfen teilnimmt. Sie ist mit dem Kunsthändler Ed van Rijn liiert, dem Sohn eines wohlhabenden Antiquitätenhändlers, der gerade von einer Geschäftsreise aus Tokio zurückgekehrt ist. Jenny fühlt sich seit einiger Zeit nicht wohl, was aber nichts mit ihrer Einstellung Ed gegenüber zu tun hat. Ihre Stimmungsschwankungen stehen dennoch zwischen den beiden. In der einen Minute gesteht sie ihm ihre Liebe und in der nächsten fühlt sie sich von ihm ignoriert. Sie ist zwischen himmelhoch jauchzend und zu Tode betrübt hin- und hergerissen. Eines Abends lässt sie die Katze aus dem Sack und man erfährt den Grund für ihre Launenhaftigkeit. Jenny ist schwanger! Entgegen ihrer Erwartungen nimmt er die Nachricht nicht gerade mit Begeisterung auf. Jenny kehrt daraufhin niedergeschlagen traurig nach Hause zurück und kann sich am darauf folgenden Tag beim Ruder-Training nicht so richtig konzentrieren, sehr zum Ärger ihrer Trainerin Greet, die offensichtlich nichts von ihrem Zustand wusste. Später versucht Ed Jenny zu überreden, einen Arzt aufzusuchen, weil er Zweifel an Jennys Geschichte hegt. Doch Jennys Schwangerschaft wird bestätigt, und das Mädchen kollabiert. Der Arzt rät Ed, sie zu heiraten, aber der hält sich für zu jung für die Ehe und nennt die Schwangerschaft eine Dummheit. Jenny hört dies im Nebenzimmer und schlägt Ed, bevor sie aufgelöst davonläuft. Sie geht zu ihrem Vater, einem Schauspieler, um ihm von ihrer Schwangerschaft zu erzählen. Der aber hat gerade keine Zeit für sie, weil er gerade eine neue Bühnenrolle einstudieren muss.
Währenddessen wird Jenny wegen mangelndem Einsatzes vorerst aus dem Achter geworfen. Sie ignoriert alle Versuche Eds, sie zu kontaktieren und sucht Trost bei ihren Ruderkolleginnen. Ed erkennt derweil, dass er Jenny sehr liebt. Er reagierte nur deshalb so abweisend, weil er, der unter dem Druck des Vaters steht, seine berufliche Zukunft gefährdet sah. Ed gesteht gegenüber seiner Mutter, dass er nicht mehr daran glaubt, Jenny jemals wiederzusehen. Während eines Trainings wird Jenny von Greet besonders hart rangenommen, woraufhin sie ohnmächtig wird. Sie gibt schließlich gegenüber ihrem Coach zu, dass sie schwanger ist. Sowohl Greet als auch die anderen Ruderer bieten Jenny all ihre Unterstützung an, können aber nicht verstehen, warum sie partout nicht heiraten will. Ihre Freunde im Ruderclub schmieden daraufhin einen Plan. Man will Ed zu einem Gespräch zwingen und von ihm wissen, warum er sich seiner Verantwortung Jenny gegenüber entziehen will. Sie stellen ihn zur Rede, aber er erklärt, dass jeder Versuch, sich bei Jenny zu entschuldigen, bislang vergeblich war. Jenny behauptet jedoch, sie habe ihm eine Chance gegeben, aber er habe sie nicht genutzt. Sie erzählt einem guten Freund, der auch ihr Arzt ist, dass sie keinen Kontakt mehr zu Ed haben möchte. Jenny freut sich zu hören, dass sie zu diesem frühen Zeitpunkt ihrer Schwangerschaft doch noch an der großen Ruderregatta teilnehmen kann, die gerade vorbereitet wird.
Inzwischen ist Trainerin Greet in den Umkleideraum von Jennys Vater vorgedrungen, um mit ihm zu sprechen. Sie erzählt ihm, wie es seiner Tochter geht. Sie wirft ihm auch vor, dass er Jenny nicht genug Aufmerksamkeit schenken würde. Der Vater ist zunächst eingeschnappt, beginnt aber über die Worte nachzudenken. Währenddessen hat Jenny Ed empfangen, der sie unbedingt sprechen wollte, um beider Beziehung zu retten. Er entschuldigt sich zunächst, aber sie geraten schließlich in einen großen Streit, woraufhin er geht. Wenig später startet das große Rennen, und Jenny gewinnt den Wettbewerb mit ihrem Damen-Achter. Ihr Vater ist auch gekommen, um ihr Rückendeckung zu geben. Selbst Ed ist anwesend. Nach dem Zieleinlauf taucht er aus dem Wasser auf und packt Jenny fest. Schließlich gibt sie nach und erwidert seine Umarmung. Die Missverständnisse scheinen überwunden, und aus dem wieder gefundenen Paar kann nun endlich verantwortungsbewusste Eltern werden.

## Produktionsnotizen und Wissenswertes
Die Dreharbeiten fanden 1957 in Amsterdam statt, es war die nach Ciske – ein Kind braucht Liebe (1955) zweite große deutsch-niederländische Film-Co-Produktion, und wie schon bei Ciske wurde auch diesmal eine holländischsprachige Fassung angefertigt, die der Fernsehregisseur Willy van Hemert inszenierte. In dieser Version, die am 21. Februar 1958 uraufgeführt wurde und als der erste Farbspielfilm des Landes gilt, spielte die damals 20-jährige Tochter des Regisseurs Ellen van Hemert die Titelrolle der Jenny. Heli Finkenzeller und Kees Brusse wirkten sowohl in Ciske als auch in Acht Mädels im Boot mit. Die deutschsprachige Fassung lief am 30. Januar 1959 in den deutschen Kinos an.
Der Film war ein loses Remake des 25 Jahre alten deutschen Originals Acht Mädels im Boot von Erich Waschneck. Der nunmehr 70-jährige Waschneck, der sich bereits seit 1953 im Ruhestand befand, wirkte an dieser Neuverfilmung beratend mit.

## Kritik
Im Lexikon des internationalen Films heißt es: „Nur an der Oberfläche interessierter Film, der mit ein paar schönen Aufnahmen von Amsterdam aufwartet.“